# Bartosz Białkowski
Bartosz Marek Białkowski (født d. 6. juli 1987) er en polsk professionel fodboldspiller, som spiller for EFL Championship-klubben Millwall.

## Klubkarriere

### Górnik Zabrze
Białkowski begyndte sin karriere hos Górnik Zabrze, hvor han gjorde sin professionelle debut i oktober 2004.

### Southampton
Białkowski skiftede i januar 2006 til Southampton. Han spillede her som reservemålmand bag Kelvin Davis.
Białkowski blev i marts 2009 udlejet til Ipswich Town. Lejeaftalen var dog ikke en succes, da han aldrig kom til at spille for førsteholdet. Han blev igen udlejet i september 2009, denne gang på et to ugers langt lån til Barnsley, som havde en skadeskrise på målmandpositionen. Han vendte tilbage til Southampton efter to kampe for klubben.
Efter mange rygter om, at han ville skifte til S.C. Braga, så bekræftede Białkowski, at han ville blive hos Southampton i juni 2010. Efter to yderlige sæsoner som reservemålmand, så forlod han klubben ved kontraktudløb i maj 2012.

### Notts County
Białkowski skiftede i juni 2012 til League One-klubben Notts County. Han tilbragte to sæsoner i klubber som førstevalgsmålmand.

### Ipswich Town
Białkowski skiftede i juli 2014 til Ipswich Town, som han tidligere havde haft en mislykket lejeaftale hos. Han etablerede sig med det samme som førstevalgsmålmand. 
I sin anden sæsonen i klubben, sæsonen 2015-16, blev han kåret som årets spiller i klubben. Han fortsatte i sin gode form, og i 2016-17 sæsonen blev han igen kåret som årets spiller. Dette fortsatte igen sæsonen efter, hvor han i 2017-18 sæsonen vandt prisen for tredje sæson i streg.

### Millwall
Białkowski skiftede i juli 2019 til Millwall på en lejeaftale. Efter at han havde imponeret, blev aftalen gjort permanent i januar 2020. Hans debutsæson var meget imponerende, da han holdte rent bur 16 gange, som var nok gange til at vinde Golden Glove prisen, som han dog måtte dele med David Raya.
Han blev kåret som årets spiller i klubben i både 2019-20 og 2020-21 sæsonen.

## Landsholdskarriere

### Ungdomslandshold
Białkowski har repræsenteret Polen på flere ungdomsniveauer.

### Seniorlandshold
Białkowski debuterede for Polens landshold den 23. marts 2018, i en venskabskamp mod Nigeria. Han var en del af den polske trup til VM 2018 i Rusland.

## Titler
Southampton
- Football League Trophy: 1 (2009-10)

Individuelle
- Ipswich Town Årets spiller: 3 (2015-16, 2016-17, 2017-18)
- EFL Championship Golden Glove: 1 (2019-20)
- Millwall Årets spiller: 2 (2019-20, 2020-21)